# 蒙卡布里耶 (塔恩省)
蒙卡布里耶（法語：Montcabrier，法語發音：[mɔ̃kabʁije]）是法国奧克西塔尼大區塔恩省的一个市镇，属于卡斯特尔区。

## 地理
蒙卡布里耶（43°37'37"N, 1°43'48"E）面积5.43 平方千米，位于法国奧克西塔尼大區塔恩省，该省份为法国南部内陆省份，北起顺时针与阿韦龙省、埃罗省、奥德省、上加龙省和塔恩-加龙省接壤。
与蒙卡布里耶接壤的市镇（或旧市镇、城区）包括：圣贝尔纳堡、索桑、巴尼耶尔、贝尔卡斯泰勒、特拉、弗朗卡尔维尔。

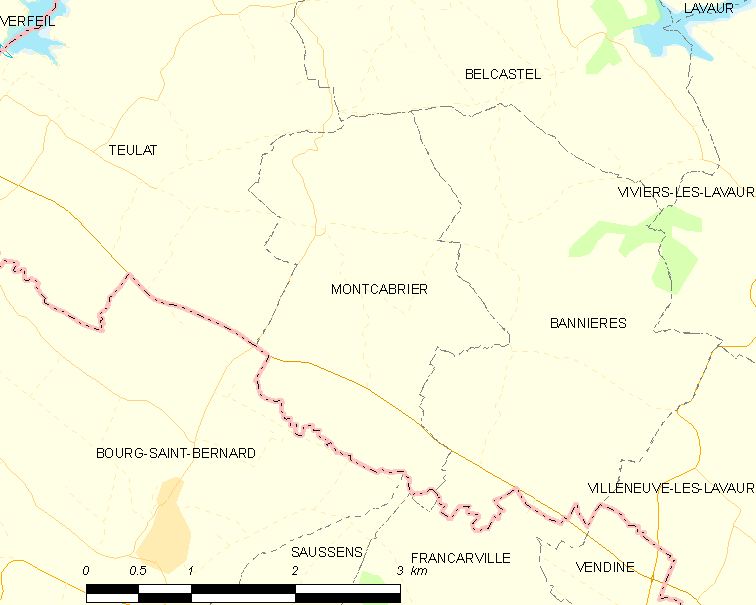
的OSM定位图

蒙卡布里耶的时区为UTC+01:00、UTC+02:00（夏令时）。

## 行政
蒙卡布里耶的邮政编码为81500，INSEE市镇编码为81173。

## 政治
蒙卡布里耶所属的省级选区为拉沃尔-科卡涅县。

## 人口

1962-2008年间人口变化图示

蒙卡布里耶于2022年1月1日时的人口数量为315人。